# Clusius-Gämswurz
Die Clusius-Gämswurz (Doronicum clusii), auch Zottige Gämswurz genannt, ist eine Pflanzenart aus der Gattung der Gämswurzen (Doronicum) innerhalb der Familie der Korbblütler (Asteraceae). Sie kommt in den Gebirgen Mittel- und Südeuropas vor.

## Beschreibung

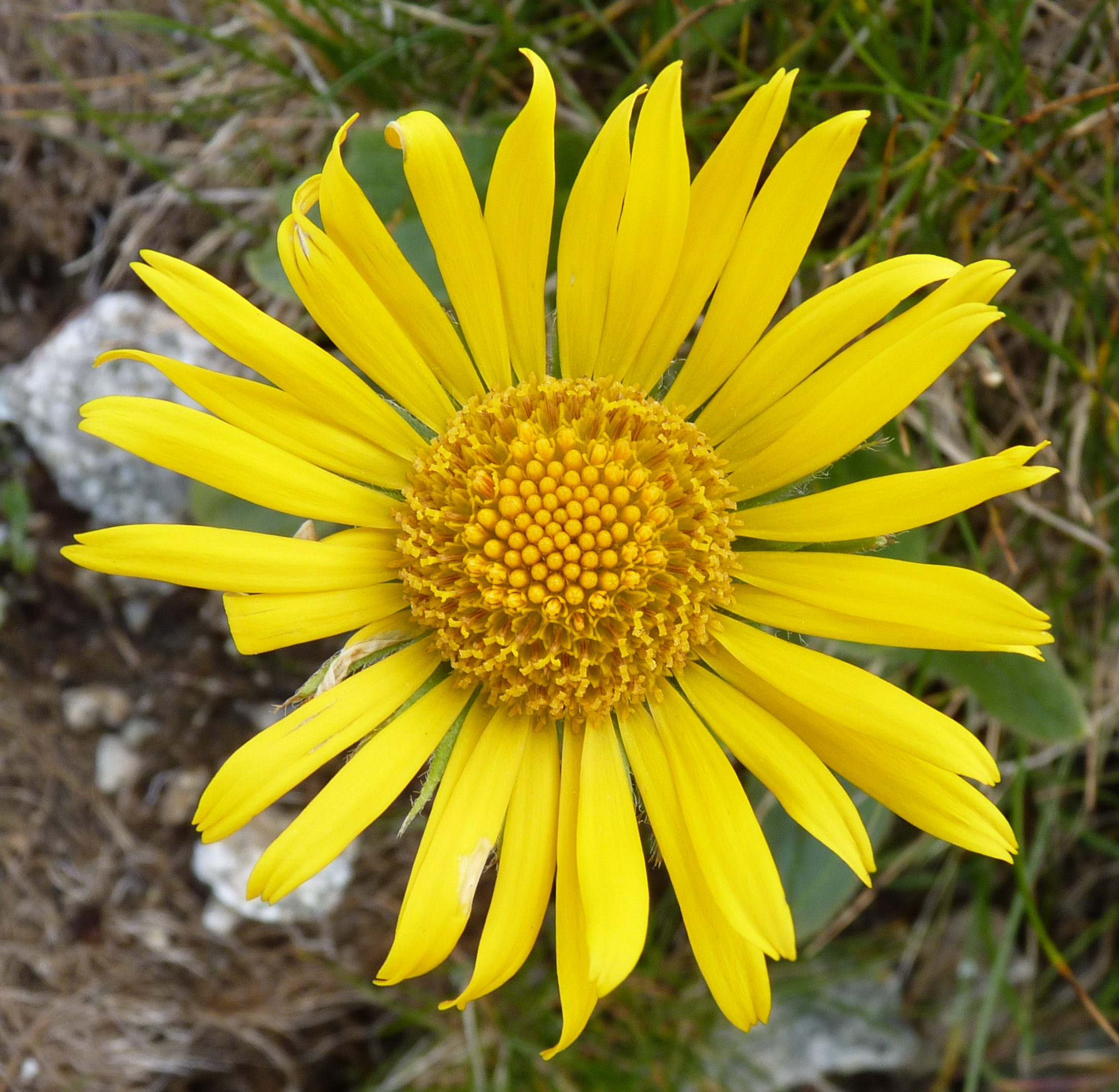
Blütenkorb im Detail mit Strahlen- und Scheibenblüten

### Vegetative Merkmale
Die Clusius-Gämswurz ist eine ausdauernde krautige Pflanze, die Wuchshöhen von 10 bis 40 Zentimetern erreicht. Sie bildet ein kriechendes, geschmackloses Rhizom. Der aufsteigende oder aufrechte Stängel ist im unteren Teil beblättert und besonders oben behaart.
Die Laubblätter sind besonders am Rand mit dünnen, kraus, wollig behaart und außerdem mit dickeren, langen, spitzen Haaren besetzt. Die Laubblätter sind buchtig gezähnt bis ganzrandig, die Grundblätter sind nicht herzförmig, aber plötzlich in den Stiel verschmälert mit einem leicht geflügelten Blattstiel, die Stängelblätter sind halbstängelumfassend und sitzend.

### Generative Merkmale
Die Blütezeit reicht von Juli bis September. Pro Stängel ist meist nur ein Blütenkorb vorhanden, der einen Durchmesser von 3,5 bis 6 Zentimeter besitzt. Die Hüllblätter sind mit Wimperzotten und Wollhaaren besetzt. Die Blüten sind goldgelb. Die Zungenblüten sind 2 bis 3 Millimeter breit.
Die Achänen sind zehnrippig, 2 Millimeter lang und besitzen alle einen Pappus.
Die Chromosomenzahl beträge 2n = 60 oder 120.

## Ökologie
Als Bestäuber wurde der Falter Kleiner Fuchs (Aglais urticae) beobachtet.

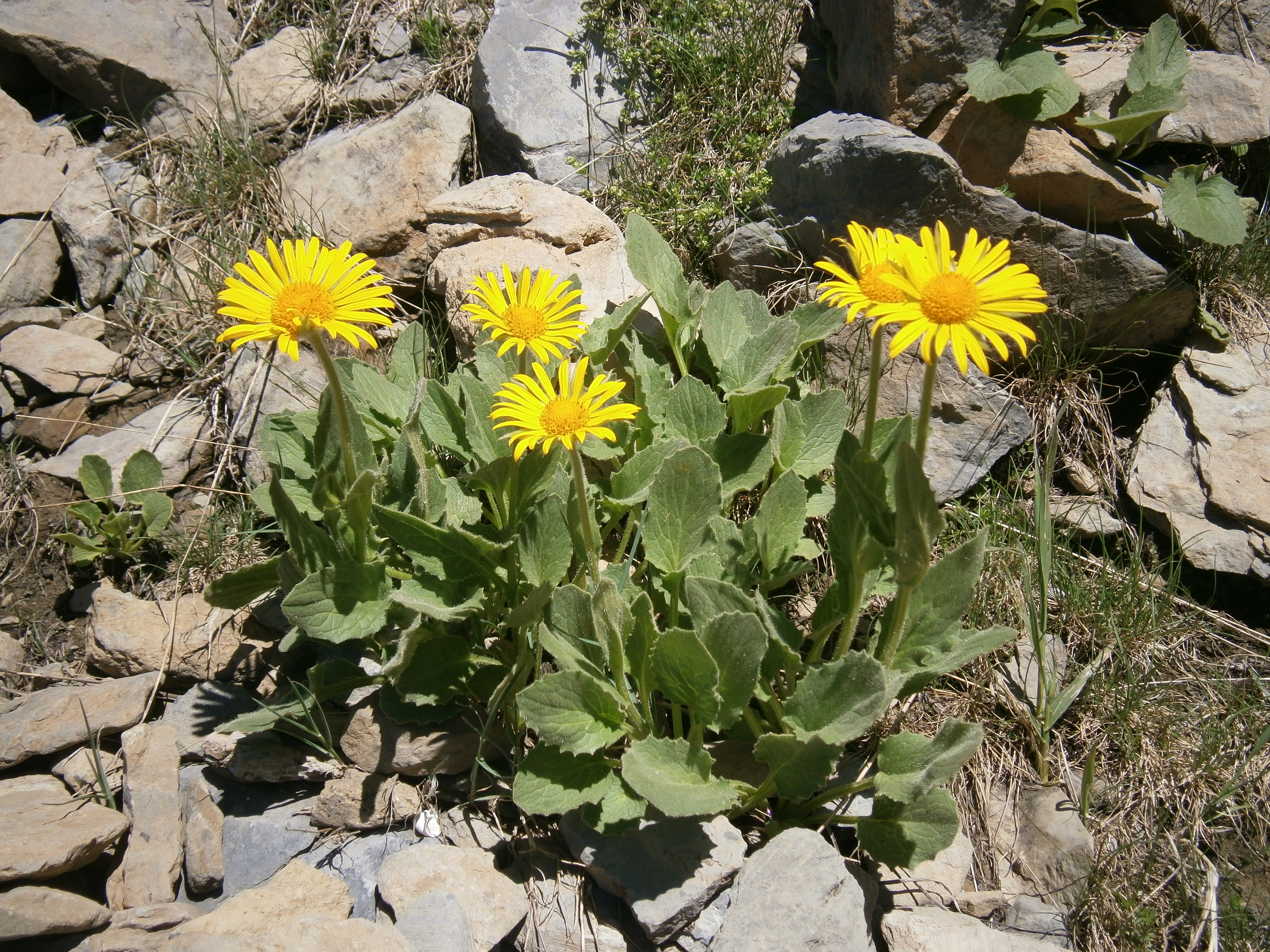
Habitus und Blütenkörbe

## Vorkommen
Das Verbreitungsgebiet der Clusius-Gämswurz liegt in den Gebirgen Mittel-, Süd- und Südosteuropas. Es gibt Fundortangaben für Frankreich, Italien, die Schweiz, Liechtenstein, Österreich, Slowenien, Polen, die Slowakei, Rumänien und die Ukraine.
Sie wächst in Höhenlagen über 2000 Meter auf lang schneebedeckten, kalkarmen Böden, Silikatschutt, mageren Rasen und in Felsspalten. Die Clusius-Gämswurz ist gesellig und nicht häufig. Sie ist eine Charakterart des Oxyrietum aus dem Verband Androsacion alpinae.
In den Allgäuer Alpen steigt sie im Tiroler Teil von einer Höhenlage von 2150 Meter zwischen Rothornspitze und Mutte bis zu einer Höhenlage von 2392 Meter am Gipfel der Rothornspitze auf. In Graubünden erreicht sie am Piz Linard sogar eine Höhenlage von 3275 Meter.
Die ökologischen Zeigerwerte nach Landolt et al. 2010 sind in der Schweiz: Feuchtezahl F = 3+ (feucht), Lichtzahl L = 5 (sehr hell), Reaktionszahl R = 2 (sauer), Temperaturzahl T = 1 (alpin und nival), Nährstoffzahl N = 3 (mäßig nährstoffarm bis mäßig nährstoffreich), Kontinentalitätszahl K = 3 (subozeanisch bis subkontinental).

## Taxonomie
Die Erstveröffentlichung erfolgte 1773 unter dem Namen (Basionym) Arnica clusii durch Carlo Allioni in Auctarium ad Synopsim Methodicam Stirpium Horti Regii Taurinensis S. 18. Die Neukombination zu Doronicum clusii (All.) Tausch wurde 1828 durch Ignaz Friedrich Tausch in Flora; oder (allgemeine) botanische Zeitung Band 11, S. 178 veröffentlicht. Weitere Synonyme für Doronicum clusii (All.) Tausch  sind: Doronicum hirsutum Lam., Arnica stiriaca Vill., Doronicum stiriacum (Vill.) Dalla Torre, Doronicum clusii subsp. stiriacum (Vill.) Soják, Doronicum clusii subsp. villosum (Beck) Vierh. Das Artepitheton clusii ehrt den niederländischen Arzt und Botaniker Charles de l’Écluse (1526–1609), latinisiert Carolus Clusius, Professor der Botanik in Leiden.

## Trivialnamen
Im deutschsprachigen Raum werden oder wurden für diese Pflanzenart, zum Teil nur regional, auch die Trivialnamen Gelbe Gamsblüh (Lungau), Gamswurz (Tirol) und Johanneswurzel im Raum von Ober-Bayern und Teilen Österreichs verwendet.